# Worm Shepherd
Worm Shepherd — американская дэткор-группа из Массачусетса, основанная в 2020 году.

## История
Worm Shepherd образовалась в 2020 году в Броктоне, штат Массачусетс. 25 декабря 2020 года группа выпустила свой дебютный альбом In The Wake Ov Sól. В марте 2021 года группа подписала контракт с лейблом Unique Leader Records, на котором в июне был переиздан их дебютный альбом. 
Уже в июле 2021 года Worm Shepherd завершили работу над вторым студийным альбомом и выпустили сингл «Ov Sword and Nail». В ноябре вышел сингл «Chalice Ov Rebirth». Третий сингл «The River Ov Knives» был выпущен в конце декабря. 14 января 2022 года группа выпустила второй студийный альбом Ritual Hymns. В день выхода альбома вышла визуализация трека «A Bird in the Dusk» при участии вокалиста Carnifex Скотта Льюиса.

## Музыкальный стиль
В своём творчестве группа смешивает дэткор и блэк-метал. Эли Энис из Revolver отметила влияние Dimmu Borgir и Emperor, а также написала, что вокал Дуарте вызывает гораздо больше эмоций, чем может выдать среднестатистический дэткор-вокалист.

## Состав
- Девин Дуарте — вокал
- Брендон Купер — гитара
- Райан Ибарра — гитара
- Тре Пурдю — гитара
- Лео Уоррелл Макклейн — ударные

## Дискография
- In The Wake Ov Sól (2020)
- Ritual Hymns (2022)[8][9][10]
- The Sleeping Sun (2023, мини-альбом)